# Honeyrêves pour flûte et piano
Honeyrêves pour flûte et piano est un duo pour deux instruments de Bruno Maderna.

## Présentation
Honeyrêves est une œuvre de Bruno Maderna écrite pour flûte et piano. La pièce est composée en 1961 et créée à la Biennale de Venise le 23 avril 1962 par le flûtiste Severino Gazzelloni et le pianiste Frederic Rzewski,,.
La partition, publiée en 1963 par Suvini Zerboni, est avant-gardiste, en raison notamment de ses évènements sonores et instrumentaux novateurs comme le fait de pincer les cordes du piano avec les doigts ou de les frapper avec une baguette métallique.
La durée moyenne d'exécution de la pièce est de six minutes environ.